# María María (telenovela)
María María es una telenovela venezolana, producida y realizada por la extinta productora Marte Televisión entre los años 1989 y 1990 y transmitida originalmente por la cadena Venevisión. 
La historia fue escrita por Humberto "Kiko" Olivieri y José Ignacio Cabrujas, bajo el seudónimo de Mariana Luján. Los protagonistas de la historia fueron Alba Roversi, Arturo Peniche y Aroldo Betancourt.

## Sinopsis
El argumento de esta telenovela trata sobre la historia de Julia Mendoza, quien después de sufrir amnesia a raíz de un accidente, asume la identidad de María Fernanda Alcántara de Araujo, una joven y frívola millonaria. 
María Fernanda y Julia tienen un accidente de automóvil mientras viajaban juntas, pero solo Julia es encontrada en el lugar. 
Está horriblemente deformada y la confunden con María Fernanda, ya que ella ni siquiera recuerda su nombre. Al tiempo le hacen una cirugía plástica que la deja con el rostro de María Fernanda. 
Mientras que una banda de pordioseros tienen cautiva a la verdadera María Fernanda, quien también sobrevivió al accidente. Julia adoptara la identidad de María Fernanda y se enamorara al marido de esta, Esteban Araujo, quien está acusado de haber matado al padre de Julia. 
Finalmente, Julia recobrara la memoria y su vida se convierte en un sinfín de luchas, pasiones y tormentos.

## Elenco
- Alba Roversi - María Fernanda Alcántara / Julia Mendoza
- Arturo Peniche - Esteban Araujo
- Aroldo Betancourt - Santos Mendizabal
- Mara Croatto - Julia Mendoza
- Anabel Gracia  - María Eugenia
- Julie Restifo - Regina
- Gladys Cáceres  - Casanova
- Miranda Savio  - Sagrario
- Rodolfo Drago  - Sansón Araujo
- Verónica Ortiz - Silvia
- Nancy González - La Reina
- Fernando Flores  - Jeremías
- María Elena Coello  - Consuelo Araujo
- Martha Pabón - Hermana Calvario / Leonor
- Alma Ingianni  - Patricia Araujo
- Eric Noriega  - William
- Luis De Mozos  - Jaime Araujo
- Carmen Landaeta  - Luisa
- Alberto Sunshine  - Rubén Tovar
- Otilla Docaos
- Sebastián Falco
- Isabel Hungría
- Henry Stephen
- Rolando Padilla
- Luly Pérez  - Daniel Mirazábal
- Dora Mazzone - Miriam Araujo

## Mariana Luján y José Ignacio Cabrujas
En 1989, cuando se produjo y rodó la telenovela María María, José Ignacio Cabrujas se encontraba ligado contractualmente a Radio Caracas Televisión (RCTV), motivo por el cual debió figurar en la telenovela de Marte Televisión bajo el seudónimo de Mariana Luján. A la par, culminaba sus capítulos de "Señora", telenovela estelar de RCTV, y asesoraba en esta historia.

## Similitudes y diferencias con la telenovela El rostro de Analía
Algunos observadores sostienen que la novela El rostro de Analía, escrita también por Kiko Olivieri y producida por la cadena de televisión Telemundo entre los años 2008 y 2009, es una nueva versión en la telenovela María María, pero no un Remake de esta, ya que el único elemento que se mantiene de la novela María María, es el hecho de que a la protagonista le cambian el rostro después de un accidente automovilístico, por lo demás es una historia con personajes y una trama absolutamente diferente, nueva y original.